# Cairo (Virgínia de l'Oest)
Cairo és una població dels Estats Units a l'estat de Virgínia de l'Oest. Segons el cens del 2000 tenia 263 habitants.

## Demografia
Segons el cens del 2000, Cairo tenia 263 habitants, 112 habitatges, i 73 famílies. La densitat de població era de 207,2 habitants per km².
Dels 112 habitatges en un 29,5% hi vivien nens de menys de 18 anys, en un 52,7% hi vivien parelles casades, en un 11,6% dones solteres, i en un 34,8% no eren unitats familiars. En el 30,4% dels habitatges hi vivien persones soles el 10,7% de les quals corresponia a persones de 65 anys o més que vivien soles. El nombre mitjà de persones vivint en cada habitatge era de 2,35 i el nombre mitjà de persones que vivien en cada família era de 3.
Per edats la població es repartia de la següent manera: un 25,1% tenia menys de 18 anys, un 6,8% entre 18 i 24, un 27,8% entre 25 i 44, un 27% de 45 a 60 i un 13,3% 65 anys o més.
L'edat mediana era de 41 anys. Per cada 100 dones de 18 o més anys hi havia 89,4 homes.
La renda mediana per habitatge era de 24.688 $ i la renda mediana per família de 29.792 $. Els homes tenien una renda mediana de 20.833 $ mentre que les dones 21.750 $. La renda per capita de la població era de 14.958 $. Entorn del 9,5% de les famílies i el 14% de la població estaven per davall del llindar de pobresa.

## Poblacions més properes
El següent diagrama mostra les poblacions més properes.